# Ashley Kratzer
Ashley Kratzer (* 6. Februar 1999) ist eine US-amerikanische Tennisspielerin.

## Karriere
Ashley Kratzer begann im Alter von sieben Jahren mit dem Tennisspielen und bevorzugt Hartplätze. Sie gewann im August 2017 die U18-Meisterschaft der USTA und bekam eine Wildcard für die US Open. Dort unterlag sie in der ersten Runde Tatjana Maria mit 1:6, 1:6.
Nach einem positiven Dopingtest Ende Januar 2020 beim WTA-Turnier in Newport Beach wurde sie im Oktober 2020 für vier Jahre gesperrt.